# سونار (شركة)
سونار سلام شركة إنتاج موسيقى مصرية تأسست في عام 1980 من قبل رجل الأعمال المصري «هاني ثابت» ساهمت باكتشاف العديد من المواهب الشابة وأنتجت العديد من الأعمال للعديد من نجوم الفن المصري
بدأت علاقة حميد الشاعري وحكيم، حينما قدمه الكابو عام 1992 إلى شركة “سونار” للإنتاج الفني والتي كانت تعتبر أكبر شركة إنتاج وقتها، حيث يعد حكيم أول وأكبر اكتشافات “الكابو” في مجال الغناء الشعبي، والتي أصدرت له أول ألبومًا غنائيًّا بعنوان “نظرة”، وحقق نجاحا وانتشارا كبيرا، ليتعاونا سويا مجددا في عام 1994 في ألبوم “نار” والذي كان بمثابة انطلاق شهرة حكيم في مصر وتكوين قاعدة جماهيرية له.

## أبرز النجوم الذين أنتجت لهم
- محمد منير
- حميد الشاعري [3]
- حكيم [4]
- مصطفى قمر
- علاء عبد الخالق
- مدحت صالح
- حنان
- إيهاب توفيق